# 311 (álbum)
311 es el tercer álbum de estudio de la banda estadounidense de rock alternativo, 311, que fue publicado el 11 de julio de 1995 por Capricorn Records. El álbum incluyó los sencillos «Don't Stay Home», «Down» y «All Mixed Up», y fue certificado con Triple Disco de Platino por ventas superiores a las tres millones de copias.

## Recepción
Peter Stepek de AllMusic se mostró positivo con respecto al álbum y dijo: «Estas canciones con riffs pesados y listas para la radio están subrayadas por un sonido de batería apretado (a menudo con una caja flautín), el rayado de los tocadiscos y el crujido de las guitarras pesadas: un formidable telón de fondo para este esfuerzo sorprendentemente melódico. Los ritmos de reggae y ska se filtran a través de esta mezcla, y las armonías de Nick Hexum y SA Martinez le dan a la banda una ventaja que no se encuentra en la mayoría de las bandas que presentan rap sobre ritmos de rock».
La revista Rolling Stone dijo que el álbum tiene «golosinas para los oídos con buenos ritmos» y es «notablemente hábil en el malabarismo del género». También describió el álbum como «los Beastie Boys con los Chili Peppers con una potente resaca de reggae».

## Lista de canciones
| CD    |                          |                                 |          |  |
| N.º   | Título                   | Letras                          | Duración |  |
| 1.    | «Down»                   | Nick Hexum, SA Martinez         | 2:53     |  |
| 2.    | «Random»                 | Hexum, Martinez, Chad Sexton    | 3:07     |  |
| 3.    | «Jackolantern's Weather» | Hexum, Martinez, Sexton         | 3:24     |  |
| 4.    | «All Mixed Up»           | Hexum, Martinez                 | 3:02     |  |
| 5.    | «Hive»                   | Hexum, Martinez, Sexton         | 2:59     |  |
| 6.    | «Guns (Are for Pussies)» | Hexum, Martinez, Sexton         | 2:16     |  |
| 7.    | «Misdirected Hostility»  | Hexum, Martinez                 | 2:59     |  |
| 8.    | «Purpose»                | Hexum                           | 2:44     |  |
| 9.    | «Loco»                   | Hexum, Tim Mahoney              | 1:53     |  |
| 10.   | «Brodels»                | Hexum, Martinez, Sexton         | 3:32     |  |
| 11.   | «Don't Stay Home»        | Hexum                           | 2:43     |  |
| 12.   | «DLMD»                   | Hexum, Martinez                 | 2:13     |  |
| 13.   | «Sweet»                  | Hexum, Mahoney, Martinez        | 3:15     |  |
| 14.   | «T & P Combo»            | Hexum, Mahoney, Martinez, Wills | 2:49     |  |
| 39:58 |                          |                                 |          |  |

### Pistas descartadas
- «Tribute», «Let the Cards Fall», «Gap» y «Firewater (Slo-mo)» (disponibles en el EP Enlarged to Show Detail).
- «Who's Got the Herb?» (versión de estudio disponible en la compilación Hempilation: Freedom Is NORML, versión en vivo disponible en el álbum Live).
- «Outside» (disponible en la banda sonora de la película National Lampoon's Senior Trip).
- «Juan Bond», «Next (Instrumental)», «Sweet (Demo)» sin la voz de SA Martinez y «Firewater» a su velocidad normal (filtrado en internet alrededor de 1996).

## Personal
| 311 - Nick Hexum – vocalista principal, guitarra rítmica - SA Martinez – voces, tornamesa (acreditado como Count S.A.) - Chad Sexton – batería, percusión - Tim Mahoney – guitarra - P-Nut – bajo | Producción - Ron Saint Germain – productor, grabación, mezclas - 311 – productor - Scott Ralston – grabación, mezclas - John Ewing Jr. – ingeniero asistente - Joe Gastwirt – masterización - Oceanview Studios - masterización - Diane Painter – dirección de arte - Terry Robertson – diseño - Catherine Wessel – fotografía |

## Posicionamiento en listas
| Lista (1995-1996)                             | Mejor posición |
| --------------------------------------------- | -------------- |
| Estados Unidos (Billboard 200)                | 12             |
| Estados Unidos (Billboard Heatseekers Albums) | 1              |

| Lista (1995-1996)              | Mejor posición |
| ------------------------------ | -------------- |
| Estados Unidos (Billboard 200) | 56             |

## Ventas y certificaciones
| País                                               | Organismo certificador | Certificación | Ventas certificadas | Ref.   |
| Ventas                                             | Ventas                 | Ventas        | Ventas              | Ventas |
| -------------------------------------------------- | ---------------------- | ------------- | ------------------- | ------ |
| Estados Unidos                                     | RIAA                   | 3xPlatino     | 3 000 000*          | [ 4 ]  |
| *Cifras de ventas basadas solo en certificaciones. |                        |               |                     |        |